# Campeonato Mundial Femenino de Ajedrez 1956
El 12º Campeonato mundial femenino de ajedrez se desarrolló entre octubre y noviembre de 1956 en Moscú. Este fue disputado en un triangular entre la campeona del mundo, Yelizaveta Býkova, la ex-campeona Liudmila Rudenko y la vencedora del Torneo de Candidatas, Olga Rubtsova. Esta última logró coronarse como campeona luego de 16 partidas.

## Torneo de Candidatas 1955
El Torneo de candidatas se desarrolló en Moscú en octubre de 1955
|    | Jugadora                 | 1 | 2 | 3 | 4 | 5 | 6 | 7 | 8 | 9 | 10 | 11 | 12 | 13 | 14 | 15 | 16 | 17 | 18 | 19 | 20 | Pts. |
| -- | ------------------------ | - | - | - | - | - | - | - | - | - | -- | -- | -- | -- | -- | -- | -- | -- | -- | -- | -- | ---- |
| 1  | Olga Rubtsova            | - | 0 | 0 | 1 | ½ | ½ | 1 | 1 | ½ | ½  | 1  | 1  | 1  | 1  | 1  | 1  | 1  | 1  | 1  | 1  | 15   |
| 2  | Larissa Volpert          | 1 | - | ½ | ½ | ½ | 1 | ½ | 1 | 1 | ½  | 1  | ½  | 1  | ½  | ½  | 1  | 1  | ½  | 1  | 1  | 14½  |
| 3  | Edith Keller-Herrmann    | 1 | ½ | - | 1 | 1 | ½ | 0 | 1 | 0 | ½  | 1  | ½  | 1  | 0  | 1  | 1  | 1  | 1  | 1  | 1  | 14   |
| 4  | Kira Zvorykina           | 0 | ½ | 0 | - | 1 | 1 | 1 | 1 | 0 | 1  | ½  | 1  | 0  | 1  | ½  | 1  | 1  | 1  | 1  | 1  | 13½  |
| 5  | Valentina Borisenko      | ½ | ½ | 0 | 0 | - | 1 | ½ | 0 | ½ | ½  | ½  | 1  | 1  | 1  | 1  | 1  | 1  | 1  | 1  | 1  | 13   |
| 6  | Verica Nedeljković       | ½ | 0 | ½ | 0 | 0 | - | ½ | 0 | 1 | ½  | 1  | 1  | 1  | ½  | 1  | 1  | 1  | 1  | 1  | 1  | 12½  |
| 7  | Milunka Lazarević        | 0 | ½ | 1 | 0 | ½ | ½ | - | 0 | 0 | 1  | ½  | 1  | 1  | 1  | 1  | 0  | 1  | 1  | 1  | 1  | 12   |
| 8  | Antonia Ivanova          | 0 | 0 | 0 | 0 | 1 | 1 | 1 | - | 1 | ½  | ½  | 1  | 1  | 1  | 0  | 1  | ½  | 1  | ½  | ½  | 11½  |
| 9  | Fenny Heemskerk          | ½ | 0 | 1 | 1 | ½ | 0 | 1 | 0 | - | ½  | ½  | 0  | 1  | 0  | 0  | 1  | 0  | 1  | 1  | 1  | 10   |
| 10 | Olga Ignatieva           | ½ | ½ | ½ | 0 | ½ | ½ | 0 | ½ | ½ | -  | ½  | ½  | ½  | ½  | 1  | 1  | ½  | 1  | 0  | ½  | 9½   |
| 11 | Gisela Kahn Gresser      | 0 | 0 | 0 | ½ | ½ | 0 | ½ | ½ | ½ | ½  | -  | ½  | ½  | 1  | ½  | 0  | 1  | 1  | 1  | 1  | 9½   |
| 12 | Chantal Chaudé de Silans | 0 | ½ | ½ | 0 | 0 | 0 | 0 | 0 | 1 | ½  | ½  | -  | ½  | ½  | ½  | 1  | 1  | 1  | 1  | 1  | 9½   |
| 13 | Sonja Graf-Stevenson     | 0 | 0 | 0 | 1 | 0 | 0 | 0 | 0 | 0 | ½  | ½  | ½  | -  | 1  | 1  | 1  | 1  | 1  | 1  | 1  | 9½   |
| 14 | Eva Kertesz              | 0 | ½ | 1 | 0 | 0 | ½ | 0 | 0 | 1 | ½  | 0  | ½  | 0  | -  | 1  | 0  | ½  | 0  | ½  | 1  | 7    |
| 15 | Josefa Gurfinkel         | 0 | ½ | 0 | ½ | 0 | 0 | 0 | 1 | 1 | 0  | ½  | ½  | 0  | 0  | -  | 0  | ½  | 0  | 1  | 1  | 6½   |
| 16 | Krystyna Hołuj           | 0 | 0 | 0 | 0 | 0 | 0 | 1 | 0 | 0 | 0  | 1  | 0  | 0  | 1  | 1  | -  | 0  | ½  | 1  | 1  | 6½   |
| 17 | Mona May Karff           | 0 | 0 | 0 | 0 | 0 | 0 | 0 | ½ | 1 | ½  | 0  | 0  | 0  | ½  | ½  | 1  | -  | 1  | 0  | ½  | 5½   |
| 18 | Celia Baudot de Moschini | 0 | ½ | 0 | 0 | 0 | 0 | 0 | 0 | 0 | 0  | 0  | 0  | 0  | 1  | 1  | ½  | 0  | -  | 1  | ½  | 4½   |
| 19 | Ruzena Sucha             | 0 | 0 | 0 | 0 | 0 | 0 | 0 | ½ | 0 | 1  | 0  | 0  | 0  | ½  | 0  | 0  | 1  | 0  | -  | 1  | 4    |
| 20 | Berna Carrasco           | 0 | 0 | 0 | 0 | 0 | 0 | 0 | ½ | 0 | ½  | 0  | 0  | 0  | 0  | 0  | 0  | ½  | ½  | 0  | -  | 2    |

## Triangular final 1956
El triangular final fue disputado en Moscú en 1956. Cada jugadora enfrentaría a sus dos rivales en un encuentro a 8 partidas. Al final, quien más puntos obtuviera sería coronada como nueva campeona.
|   | Jugadora          | 1  | 2  | 3  | Total |
| - | ----------------- | -- | -- | -- | ----- |
| 1 | Olga Rubtsova     | -  | 4½ | 5½ | 10    |
| 2 | Yelizaveta Býkova | 3½ | -  | 6  | 9½    |
| 3 | Liudmila Rudenko  | 2½ | 2  | -  | 4½    |